# Паоло Мальдіні
Паоло Мальдіні (італ. Paolo Maldini; 26 червня 1968, Мілан, Італія) — італійський футболіст. Багаторічний капітан збірної Італії і «Мілана». Грав на позиції центрального та лівого захисника. Усю свою футбольну кар'єру провів у «Мілані». Абсолютний рекордсмен за кількістю зіграних матчів як у збірній Італії (126 матчів), так і в італійській Серії «А» (902 матчі). 
Офіцер (четвертий ступінь) ордена «За заслуги перед Італійською Республікою» — найвищого ордена країни. Нагороджено 12 липня 2000, після того як збірна Італії стала віце-чемпіоном Європи.

## Кар'єра
Паоло Мальдіні з раннього дитинства мріяв стати футболістом «Мілана», як і його батько - Чезаре Мальдіні, який був багаторічним і прославленим капітаном «Мілана» і виграв з клубом Кубок Чемпіонів у 1963 році. 
Дебют Паоло відбувся 20 січня 1985 року, коли йому було лише 16 років. З наступного сезону він уже міцно закріпився в основі клубу і став символом «Мілана» протягом ось вже 25 років. Протягом 24 сезонів поспіль Мальдіні проводить за «Мілан» у Серії А не менше 14 матчів за сезон. 
Коли Мальдіні тільки виповнилося 19, він уже був запрошений до збірної своєї країни, де й зіграв свій перший матч 31 березня 1988 в матчі проти збірної Югославії, який завершився з рахунком 1:1. Завершив кар'єру в збірній у 2002 році після чемпіонату світу з футболу в Японії та Кореї. 
17 лютого 2008 Паоло Мальдіні зіграв 1000-й матч у кар'єрі (у складі «Мілана» і збірної Італії). 

## Футбольні досягнення
У складі клубу: 
- Чемпіон Італії (7): 1987-88, 1991-92, 1992-93, 1993-94, 1995-96, 1998-99, 2003-04
- Володар Кубка Італії: 2003
- Володар Суперкубка Італії (5): 1988, 1992, 1993, 1994, 2004
- Переможець у Кубку чемпіонів / Лізі чемпіонів (5): 1989, 1990, 1994, 2003, 2007
- Учасник 8 фіналів Кубка чемпіонів / Ліги чемпіонів: 1989, 1990, 1993, 1994, 1995, 2003, 2005, 2007
- Володар Суперкубка Європи (5): 1989, 1990, 1994, 2003, 2007
- Володар Міжконтинентального Кубка (2): 1989, 1990
- Переможець Клубного чемпіонату світу з футболу: 2007

У складі збірної: 
- Бронзовий призер чемпіонату світу 1990 року в Італії.
- Срібний призер чемпіонату світу 1994 року в США.
- Срібний призер чемпіонату Європи 2000 року в Бельгії і Нідерландах.

Інше:
- Входить до списку ФІФА 100
- Найкращий молодий футболіст в Європі (Трофей Браво): 1989

## Державні нагороди
- Офіцер ордена «За заслуги перед Італійською Республікою» (12 липня 2000)
- Кавалер ордена «За заслуги перед Італійською Республікою» (30 вересня 1991)

## Сім'я
Паоло Мальдіні ріс у великій сім'ї. У його батька Чезаре Мальдіні та матері Марії Луїзи цілих 6 дітей. У Паоло 2 молодших брата (Аллессандро і П'єр Чезаре) і три старші сестри (Моніка, Донателла і Валентина). Паоло одружений з Адріаною Фосса. Має двох синів (Крістіана і Даніеля).

## Захоплення
Крім футболу, у вільний час він працює на супутниковому телебаченні і веде музичну програму з DJ Ringo на італійському «Радіо 105». Також він володіє магазином з продажу відеоігор і є співвласником дискотеки-бару «Hollywood», де вболівальники «Мілана» часто відзначають свої численні перемоги.

## Цікаві факти
- З літер прізвища Мальдіні на італійському (Maldini) можна скласти словосполучення «di Milan», що означає «з Мілана».
- Футболка № 3 закріплена за Мальдіні та після закінчення ним кар'єри була вилучена з обігу (також як і № 6 - закріплена за Франко Барезі). Однак Мальдіні дав згоду на те, що якщо один з його синів буде грати за клуб, то отримає цей номер.
- Мальдіні забив за збірну Італії 7 м'ячів, і у всіх 7 випадках, коли Мальдіні забивав, італійці вигравали з різницею мінімум 2 м'ячі. Цікаво також, що Мальдіні забивав за збірну тільки в домашніх матчах у 7 різних італійських містах. При цьому в Мілані за збірну Мальдіні так і не забив.
- З цієї тисячі (1000 - кількість офіційних матчів Паоло станом на 17 лютого 2008 року) 981 гру захисник починав із перших хвилин, і не був замінений у 916 з них.
- 24 травня 2009 під час останнього матчу Мальдіні на стадіоні Сан-Сіро (проти Роми 2:3) вболівальники «Мілана» співали: «Є тільки один капітан!», Тримаючи в руках банер, який прославляє Барезі, чим дуже засмутили Мальдіні [2]. До речі, вболівальники найпринциповішого суперника - «Інтернаціонале» виявили більше поваги. Їх банер під час останнього дербі Мальдіні (1:2) свідчив: "Суперник на двадцять років, але навіки вірний своїм ідеалам" [3]
- Найшвидший гол фіналів Ліги Чемпіонів був забитий Мальдіні через 52 секунди після початку фінального матчу «Мілан» — «Ліверпуль» сезону 2004-2005. Цей гол Паоло забив у віці 36 років і 332 дні, ставши також найстаршим гравцем, який забивав у фіналах Ліги Чемпіонів.